# نصف قطر فان دير فالس

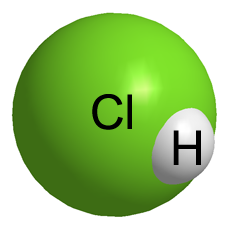

نصف قطر فان دير فالس لذرة هو نصف قطر كرة تخيلية والتي يتم استخدامه لعمل تصور للذرة لأغراض عديدة. ويتم تحديد نصف قطر فان دير فالس بقياس الفراغ النووي بين زوج من الذرات غير المرتبطة في بلورة.
وتم إطلاق اسم فان دير فالس عليه طبقا للعالم يوهانيس ديدريك فان دير فالس، الحائز على جائزة نوبل في الفيزياء 1910.
ولا تتصرف الغازات الحقيقة تماما كما هو متوقع، وفي بعض الحالات يكون الانحراف كبير للغاية. فمثلا لا يمكن للغازات المثالية أن تصبح سائلة أو صلبة، بغض النظر عن أي مستوى تبريد أو ضغط يتم تعريض الغاز له. واقترح إجراء تعديلات لقانون الغازات المثالية " PV = RT ". وبالتحديد معادلة فان دير فالس:
{\displaystyle (P+{\frac {a}{V^{2}}})(V-b)=RT}
حيث a، b متغيرات قابلة للتعديل يتم تحديدها من القياسات التجريبية التي تجرى على الغازات الحقيقية. وتختلف قيمها من غاز لآخر.
كما أن معادلة فان دير فالس لها تفسير على المقياس المجهري. فعند تفاعل الجزئيات مع بعضها البعض، فإن التفاعل يكون فيه تضاد كبير في الحدود القريبة، ويقل هذا التضاد في المستوى المتوسط، ويختفى في المسافات البعيدة. ولابد من تصحيح قانون الغازات المثالية عند الأخذ في الاعتبار قوى التضاد والانجذاب. فمثلا، التضاد الجانبي بين الجزيئات له يؤثر على إبعاد الجزيئات القريبة من حدود كل جزيء. وعلى هذا، فإن جزء من الفراغ الكلي يصبح غير متاح لكل جزيء نظرا لأنه يقوم بحركة عشوائية. في معادلة الحالة، يجب أن يتم طرح حجم هذا الإبعاد (b) من حجم الإناء (V) وعلى هذا (V-b). والمصطلح الأخر الذي يتم استخدامه في معادلة فان دير فالس هو a/V2 والذي يصف قوى الجذب الضعيفة بين الجزيئات، والتي تزيد عندما يقل V وتصبح الجزيئات في حالة ازدحام.

## موضوعات متعلقة
- ثابت فان دير فالس
- معادلة فان دير فالس
- قوة فان دير فالس
- جهد فان دجير فالس
- حجم فان دير فالس

## وصلات خارجية
- مختصر الأحياء: نصف قطر فان دير فالس
- الغازات الحقيقة ومعادلة فان دير فالس